# Kootenay Indian Reserve 1
Kootenay Indian Reserve 1 är ett reservat i Kanada.   Det ligger i provinsen British Columbia, i den södra delen av landet, 3 000 km väster om huvudstaden Ottawa.
I omgivningarna runt Kootenay Indian Reserve 1 växer i huvudsak barrskog. Trakten runt Kootenay Indian Reserve 1 är nära nog obefolkad, med mindre än två invånare per kvadratkilometer.